# Darren Aidenojie
Darren Aidenojie (* 29. August 2004 in Georgsmarienhütte) ist ein deutscher Basketballspieler, der beim Bundesligisten Rostock Seawolves unter Vertrag steht.

## Laufbahn
Aidenojie, der in der Jugendabteilung des TuS Bramsche ausgebildet wurde, wechselte bereits in frühen Jahren zum BBC Osnabrück. Er wechselte dann zur Vechtaer-Quakenbrücker Spielgemeinschaft in die Jugend-Basketball-Bundesliga (JBBL). Nach dem Ende einer dreijährigen JBBL-Spiellaufzeit wechselte er zum TSV Quakenbrück in die Regionalliga und blieb weiterhin Teil der Vechta-Quakenbrücker Spielgemeinschaft in der Nachwuchs-Basketball-Bundesliga (NBBL). Zur Saison 2021/22 stieg er unter Cheftrainer Tuna Isler in die ProA der Artland Dragons auf. Aidenojie spielte folgend in drei Quakenbrücker Mannschaften: In der Regionalliga, der NBBL und in der zweithöchsten deutschen Spielklasse, der 2. Bundesliga ProA.
Im Sommer 2023 nahm Aidenojie ein Angebot des Bundesligisten Rostock Seawolves an, um zunächst in der zweiten Mannschaft der Mecklenburger zu spielen und mit der Bundesligamannschaft zu trainieren.